# Бабрости
Бабрости (пол. Babrosty, нім. Babrosten) — село в Польщі, у гміні Піш Піського повіту Вармінсько-Мазурського воєводства.
Населення — 125 осіб (2011).
У 1975-1998 роках село належало до Сувальського воєводства.

## Демографія
Демографічна структура станом на 31 березня 2011 року:
|          | Загалом | Допрацездатний вік | Працездатний вік | Постпрацездатний вік |
| -------- | ------- | ------------------ | ---------------- | -------------------- |
| Чоловіки | 66      | 20                 | 44               | 2                    |
| Жінки    | 59      | 16                 | 37               | 6                    |
| Разом    | 125     | 36                 | 81               | 8                    |